# Internationella Transportarbetarefederationen
Internationella Transportarbetarefederationen (ITF) är en internationell facklig organisation som sammansluter fackförbund med medlemmar inom transportnäringen. År 2011 hade ITF 779 medlemsförbund som sammanlagt representerade 4,6 miljoner arbetare i 155 länder.